# فخر الدين يوسفي
فخر الدين يوسفي (بالصربية: Фахрудин Јусуфи)‏ ، من مواليد 8 ديسمبر 1939 ، لاعب كرة قدم يوغسلافي سابق.
لعب مع منتخب يوغسلافيا لكرة القدم.

## روابط خارجية
- فخر الدين يوسفي على موقع الاتحاد الدولي (مؤرشف)  (الإنجليزية)
- فخر الدين يوسفي على موقع قاعدة بيانات كرة القدم.إي يو (الإنجليزية)
- فخر الدين يوسفي على موقع بيانات كرة القدم. دي إي (الألمانية)
- فخر الدين يوسفي على موقع ناشيونال فوتبول تيمز (الإنجليزية)
- فخر الدين يوسفي على موقع عالم كرة القدم.نت (الإنجليزية)
- فخر الدين يوسفي على موقع أوليمبيديا (الإنجليزية)